# Actionfilme der 1970er Jahre
Die Liste von Actionfilmen der 1970er Jahre enthält Kinofilme des Actiongenres, die zwischen 1970 und 1979 erschienen sind. Sie erhebt keinen Anspruch auf Vollständigkeit.
| Jahr | Titel                                           | Produktionsland                           | Regisseur           | Hauptdarsteller            | Anmerkung                                |
| ---- | ----------------------------------------------- | ----------------------------------------- | ------------------- | -------------------------- | ---------------------------------------- |
| 1970 | Airport                                         | Vereinigte Staaten                        | George Seaton       | Burt Lancaster             | Fortgesetzt                              |
| 1970 | Zehn Stunden Zeit für Virgil Tibbs              | Vereinigte Staaten                        | Gordon Douglas      | Sidney Poitier             | Fortsetzung, Fortgesetzt                 |
| 1970 | Kalter Schweiß                                  | Italien Frankreich Belgien                | Terence Young       | Charles Bronson            | Buchverfilmung                           |
| 1971 | Fluchtpunkt San Francisco                       | Vereinigte Staaten Vereinigtes Königreich | Richard C. Sarafian | Barry Newman               | Neuverfilmung                            |
| 1971 | Der Omega-Mann                                  | Vereinigte Staaten                        | Boris Sagal         | Charlton Heston            | Neuverfilmung, Buchverfilmung            |
| 1971 | James Bond 007 – Diamantenfieber                | Vereinigtes Königreich                    | Guy Hamilton        | Sean Connery               | Fortsetzung, Fortgesetzt, Buchverfilmung |
| 1971 | Brennpunkt Brooklyn                             | Vereinigte Staaten                        | William Friedkin    | Gene Hackman               | Fortgesetzt, Buchverfilmung              |
| 1971 | Dirty Harry                                     | Vereinigte Staaten                        | Don Siegel          | Clint Eastwood             | Fortgesetzt                              |
| 1971 | Shaft                                           | Vereinigte Staaten                        | Gordon Parks        | Richard Roundtree          | Fortgesetzt, Buchverfilmung              |
| 1971 | Die Organisation                                | Vereinigte Staaten                        | Don Medford         | Sidney Poitier             | Fortsetzung                              |
| 1971 | Fan Chu – Tödliche Rache                        | Hongkong                                  | Chang Cheh          | David Chiang               |                                          |
| 1971 | Bruce Lee – Die Todesfaust des Cheng Li         | Hongkong                                  | Lo Wei              | Bruce Lee                  |                                          |
| 1972 | Beim Sterben ist jeder der Erste                | Vereinigte Staaten                        | John Boorman        | Jon Voight                 |                                          |
| 1972 | Kalter Hauch                                    | Vereinigte Staaten                        | Michael Winner      | Charles Bronson            | Neuverfilmung                            |
| 1972 | Die Höllenfahrt der Poseidon                    | Vereinigte Staaten                        | Ronald Neame        | Gene Hackman               | Neuverfilmung, Buchverfilmung            |
| 1972 | Zwei Himmelhunde auf dem Weg zur Hölle          | Italien                                   | Giuseppe Colizzi    | Bud Spencer, Terence Hill  |                                          |
| 1972 | Superfly                                        | Vereinigte Staaten                        | Gordon Parks Jr.    | Ron O’Neal                 |                                          |
| 1972 | Getaway                                         | Vereinigte Staaten                        | Sam Peckinpah       | Steve McQueen              | Neuverfilmung                            |
| 1972 | Liebesgrüße aus Pistolen                        | Vereinigte Staaten                        | Gordon Parks        | Richard Roundtree          | Fortsetzung, Fortgesetzt, Buchverfilmung |
| 1972 | Slaughter                                       | Vereinigte Staaten Mexiko                 | Jack Starrett       | Jim Brown                  |                                          |
| 1972 | Bruce Lee – Todesgrüße aus Shanghai             | Hongkong                                  | Lo Wei              | Bruce Lee                  |                                          |
| 1972 | Die Todeskralle schlägt wieder zu               | Hongkong                                  | Bruce Lee           | Bruce Lee                  |                                          |
| 1973 | Das Mädchen von Hongkong                        | BR Deutschland                            | Jürgen Roland       | Joachim Fuchsberger        |                                          |
| 1973 | James Bond 007 – Leben und sterben lassen       | Vereinigtes Königreich                    | Guy Hamilton        | Roger Moore                | Fortsetzung, Fortgesetzt, Buchverfilmung |
| 1973 | Der große Coup                                  | Vereinigte Staaten                        | Don Siegel          | Walter Matthau             |                                          |
| 1973 | Shaft in Afrika                                 | Vereinigte Staaten                        | John Guillermin     | Richard Roundtree          | Fortsetzung, Buchverfilmung              |
| 1973 | Der Mann mit der Todeskralle                    | Hongkong                                  | Robert Clouse       | Bruce Lee                  |                                          |
| 1973 | Der Tiger hetzt die Meute                       | Vereinigte Staaten                        | Joseph Sargent      | Burt Reynolds              | Fortgesetzt                              |
| 1973 | Calahan                                         | Vereinigte Staaten                        | Ted Post            | Clint Eastwood             | Fortsetzung, Fortgesetzt                 |
| 1973 | Lady Snowblood                                  | Japan                                     | Toshiya Fujita      | Meiko Kaji                 | Manga-Verfilmung                         |
| 1974 | Zwei wie Pech und Schwefel                      | Italien Spanien                           | Marcello Fondato    | Bud Spencer, Terence Hill  |                                          |
| 1974 | Das Gesetz bin ich                              | Vereinigte Staaten                        | Richard Fleischer   | Charles Bronson            |                                          |
| 1974 | Ein Mann sieht rot                              | Vereinigte Staaten                        | Michael Winner      | Charles Bronson            | Buchverfilmung                           |
| 1974 | Stoppt die Todesfahrt der U-Bahn 123            | Vereinigte Staaten                        | Joseph Sargent      | Walter Matthau             | Neuverfilmung                            |
| 1974 | James Bond 007 – Der Mann mit dem goldenen Colt | Vereinigtes Königreich                    | Guy Hamilton        | Roger Moore                | Fortsetzung, Fortgesetzt, Buchverfilmung |
| 1974 | Zwei Missionare                                 | Italien Frankreich                        | Franco Rossi        | Bud Spencer, Terence Hill  |                                          |
| 1974 | Erdbeben                                        | Vereinigte Staaten                        | Mark Robson         | Charlton Heston            |                                          |
| 1974 | Flammendes Inferno                              | Vereinigte Staaten                        | John Guillermin     | Steve McQueen, Paul Newman | Buchverfilmung                           |
| 1974 | Giganten am Himmel                              | Vereinigte Staaten                        | Jack Smight         | Charlton Heston            | Fortsetzung, Fortgesetzt                 |
| 1974 | Die Blechpiraten                                | Vereinigte Staaten                        | H.B. Halicki        | H.B. Halicki               | Neuverfilmung                            |
| 1975 | Angst über der Stadt                            | Frankreich Italien                        | Henri Verneuil      | Jean-Paul Belmondo         |                                          |
| 1975 | Rollerball                                      | Vereinigte Staaten                        | Norman Jewison      | James Caan                 |                                          |
| 1975 | French Connection II                            | Vereinigte Staaten                        | John Frankenheimer  | Gene Hackman               | Fortsetzung                              |
| 1976 | Der Unerbittliche                               | Vereinigte Staaten                        | James Fargo         | Clint Eastwood             | Fortsetzung, Fortgesetzt                 |
| 1976 | Rocky                                           | Vereinigte Staaten                        | John G. Avildsen    | Sylvester Stallone         | Fortgesetzt                              |
| 1976 | Assault – Anschlag bei Nacht                    | Vereinigte Staaten                        | John Carpenter      | Austin Stoker              | Neuverfilmung                            |
| 1976 | Mein Name ist Gator                             | Vereinigte Staaten                        | Burt Reynolds       | Burt Reynolds              | Fortsetzung                              |
| 1977 | Zwei außer Rand und Band                        | Italien                                   | Enzo Barboni        | Bud Spencer, Terence Hill  |                                          |
| 1977 | Verschollen im Bermuda-Dreieck                  | Vereinigte Staaten                        | Jerry Jameson       | Jack Lemmon                | Fortsetzung, Fortgesetzt                 |
| 1977 | James Bond 007 – Der Spion, der mich liebte     | Vereinigtes Königreich                    | Lewis Gilbert       | Roger Moore                | Fortsetzung, Fortgesetzt, Buchverfilmung |
| 1977 | Ein ausgekochtes Schlitzohr                     | Vereinigte Staaten                        | Hal Needham         | Burt Reynolds              | Fortgesetzt                              |
| 1977 | Telefon                                         | Vereinigte Staaten                        | Don Siegel          | Charles Bronson            |                                          |
| 1978 | Bruce Lee – Mein letzter Kampf                  | Vereinigte Staaten Hongkong               | Robert Clouse       | Bruce Lee                  |                                          |
| 1978 | Convoy                                          | Vereinigte Staaten Vereinigtes Königreich | Sam Peckinpah       | Kris Kristofferson         |                                          |
| 1978 | Sie nannten ihn Mücke                           | Italien BR Deutschland                    | Michele Lupo        | Bud Spencer, Terence Hill  |                                          |
| 1978 | Zwei sind nicht zu bremsen                      | Italien                                   | Sergio Corbucci     | Bud Spencer, Terence Hill  |                                          |
| 1978 | Driver                                          | Vereinigte Staaten Vereinigtes Königreich | Walter Hill         | Ryan O’Neal                |                                          |
| 1979 | Die Warriors                                    | Vereinigte Staaten                        | Walter Hill         | Michael Beck               |                                          |
| 1979 | James Bond 007 – Moonraker – Streng geheim      | Vereinigtes Königreich Frankreich         | Lewis Gilbert       | Roger Moore                | Fortsetzung, Fortgesetzt, Buchverfilmung |
| 1979 | Flucht von Alcatraz                             | Vereinigte Staaten                        | Don Siegel          | Clint Eastwood             | Buchverfilmung                           |
| 1979 | Airport ’80 – Die Concorde                      | Vereinigte Staaten                        | David Lowell Rich   | Alain Delon                | Fortsetzung                              |
| 1979 | Das Krokodil und sein Nilpferd                  | Italien                                   | Italo Zingarelli    | Bud Spencer, Terence Hill  |                                          |
| 1979 | Mad Max                                         | Australien                                | George Miller       | Mel Gibson                 | Fortgesetzt                              |
| 1979 | Rocky II                                        | Vereinigte Staaten                        | Sylvester Stallone  | Sylvester Stallone         | Fortsetzung, Fortgesetzt                 |
| 1979 | 1941 – Wo bitte geht’s nach Hollywood           | Vereinigte Staaten                        | Steven Spielberg    | Dan Aykroyd                |                                          |